# 各盡所能、各取所需
各盡所能、各取所需或譯按需分配（英語：德語：）是馬克思在其1875年出版著作《哥達綱領批判》提出之口號。馬克思主義者認為，此種狀態會於已發展的共產社會，物質生產力極大化之後發生。

## 各取所需和按需分配
中国共产党的党内历史文献显示，在1958年之前的所有关于“共产主义社会”的汉语宣传文字，都是“各尽所能，各取所需”；而1958年之后，很快就改成了“各尽所能，按需分配”。表面上看，两者似乎意义相同。但是前者反映的主体是个人意志，即由“取者”自己决定需要什么和需要多少；而后者反映的是集体意志，个人需要什么、需要多少不能自己決定，而要由“集体”或者“领导”决定。

### 誤解
在大躍進和人民公社初期，鼓勵人們於大鍋飯食堂「放開肚皮吃」，但很快就發覺不夠吃了。持平地說，先不論該人是否已「盡所能」和生產力有多少，但對於還未覺悟的人，他取用的不一定只是剛剛足夠他需要的，而是他想要的，很可能遠多於他的（真正）需要，因此資源就不一定足夠所有人使用了，因為“各取所需”的意义在於：人们根据自己（真正）的需要而提取社会资源，而非自己想要多少就取多少。例如即使在發達的現代社會，所有人都會得到免費基礎教育、醫療、政治權利等，但只有傷殘或特殊需要者會得到額外照顧。

### 实现按需分配的生产力基础
在列宁所著的《国家与革命》中论述〈共产主义社会的高级阶段〉这一节，引用了马克思对共产主义的论述：“在共产主义的高级阶段，在迫使人们奴隶般地服从分工的情形已经消失之后，当脑力劳动和体力劳动的对立也随之消失的时候；当劳动不仅仅是谋生的手段，而且成为生活的第一需要时候；当随着个人的全面发展生产力也随着增长起来，而社会财富的一切源泉都充分涌流的时候，－－只有在这个时候，才能完全超出资本主义法权的狭隘眼界，社会才能在自己的旗帜上写上：各尽所能，按需分配。”

## 另見
- 剝削
- 共產主義
- 社會主義
- 按勞取酬：是指社会管理方式的一种形式， 是人们共同占有社会资源的基础上，共同劳动、共同分享社会成果的形式，综合而言就是一个公有制社会的表现形式。
- 全世界無產者，聯合起來！